# Säsong 23 av Simpsons
Säsong 23 är den säsongen av Simpsons som sändes mellan 25 september 2011 och 20 maj 2012. Den 3 mars 2011 började skådespelarna arbetade med produktionen för 23:e säsongen. Under säsongen visades avsnitt 500 och bordsläsningen av det avsnittet ägde rum 12 maj 2011. Carolyn Omine vann en Annie Award för Treehouse of Horror XXII. Bart Stops to Smell the Roosevelts Holidays of Future Passed till en Writers Guild of America Award. Holidays of Future Passed nominerades till en Emmy Award för Outstanding Animated Program och Hank Azaria blev nominerad till en Outstanding Voice-Over Performance för sitt arbete i Moe Goes From Tags to Riches.

## Lista över avsnitt
| Nr | Titel                                               | Regissör                                      | Författare                             | Sändes på Fox     | Svensk tv-premiär | Produktkod |
| --- | --------------------------------------------------- | --------------------------------------------- | -------------------------------------- | ----------------- | ----------------- | ---------- |
| 487 - 1 | "The Falcon and the D'ohman"                        | Matthew Nastuk                                | Justin Hurwitz                         | 25 september 2011 | 28 februari 2012  | NABF16     |
| Homer blir kidnappad och får hjälp av Wayne, som spelas av Kiefer Sutherland. Marge drömmer under tiden att hon medverkar i "Top Chef" och möter Tom Colicchio. I avsnittet får man också veta hur det gick mellan Ned & Edna. Gästskådespelare:: Kevin Michael Richardson, Kiefer Sutherland, Marcia Wallace och Tom Colicchio. |                                                     |                                               |                                        |                   |                   |            |
| 488 - 2 | "Bart Stops to Smell the Roosevelts"                | Steven Dean Moore                             | Tim Long                               | 2 oktober 2011    | 6 mars 2012       | NABF17     |
| Rektor Skinner utmanar Chalmers att han ska ta ansvar för Bart och undervisar honom om den amerikanska historien och visar sig vara beundrare av Theodore Roosevelt. Chalmers tar med sig Bart och hans kompisar till skogen för en övernattning men han får sparken efter en liten olycka där. Bart bestämmer sig tillsammans med sina kompisar att göra allt för att få Chalmers tillbaka. Gästskådespelare:: Marcia Wallace och Theodore Roosevelt. |                                                     |                                               |                                        |                   |                   |            |
| 489 - 3 | "Treehouse of Horror XXII"                          | Merciless Matthew Faughnan (Matthew Faughnan) | Carolyn? Oh. Mean, Eh? (Carolyn Omine) | 30 oktober 2011   | 13 mars 2012      | NABF19     |
| Homer dyker och kraschar i ett stenblock och han tappar sin armar och träffar på Aron Ralston. The Diving Bell and Butterball - En spindel biter Homer och Lisa upptäcker att när Homer kommunicerar genom att prutta kan han berätta om sin kärlek till Marge. Dial D for Diddly - Ned Flanders är snäll på dagen men blir ond på natten och dödar folk. In the Na’Vi - Bart och Milhouse åker på ett uppdrag för att hitta information om en avlägsen planet. De förvandlas till avatarer och Bart blir kär men hamnar i krig. Gästskådespelare:: Aron "I Gave My Right Arm to be on The Simpsons" Ralstump (Aron Ralston) och Jackie Mason. |                                                     |                                               |                                        |                   |                   |            |
| 490 - 4 | "Replaceable You"                                   | Mark Kirkland                                 | Stephanie Gillis                       | 6 november 2011   | 20 mars 2012      | NABF21     |
| Roz är Homers nya assistent på Springfield Nuclear Power Plant, och han försöker ta över hans jobb. Bart har gjort en robotbebissäl som vinner första priset i en tävling istället för Lisas asteroidmodell och bebissälen blir populär bland de äldre. Gästskådespelare:: Jane Lynch |                                                     |                                               |                                        |                   |                   |            |
| 491 - 5 | "The Food Wife"                                     | Timothy Bailey                                | Matt Selman                            | 13 november 2011  | 27 mars 2012      | NABF20     |
| Marge blir svartsjuk på Homer, som får göra alla roliga saker med barnen, och hon gör bara mammasaker. Efter att hon ätit en god måltid med etiopisk mat startar Marge en blogg med barnen om mat och lämnar Homer utanför. Gästskådespelare:: Anthony Bourdain, Eric Wareheim, Gordon Ramsay, Mario Batali och Tim Heidecker |                                                     |                                               |                                        |                   |                   |            |
| 492 - 6 | "The Book Job"                                      | Bob Anderson                                  | Dan Vebber                             | 20 november 2011  | 3 april 2012      | NABF22     |
| Lisa lär sig den chockerande sanningen om sina älskade karaktärer inom fantasy, medan Homer och Bart försöker göra pengar på besattheten i fantasyromaner genom att skapa en egen. Gästskådespelare:: Andy Garcia och Neil Gaiman |                                                     |                                               |                                        |                   |                   |            |
| 493 - 7 | "The Man in the Blue Flannel Pants"                 | Steven Dean Moore                             | Jeff Westbrook                         | 27 november 2011  | 10 april 2012     | PABF01     |
| Mr. Burns låter Homer ha hand om kontot för Springfields kärnkraftverk och han börjar umgås med Robert Marlow och Lisa får Bart att bli intresserad av klassiska romaner. Gästskådespelare:: John Slattery, Kevin Michael Richardson och Matthew Weiner |                                                     |                                               |                                        |                   |                   |            |
| 494 - 8 | "The Ten-Per-Cent Solution"                         | Michael Polcino                               | Dan Castellaneta Deb Lacusta           | 4 december 2011   | 17 april 2012     | PABF02     |
| När Krustys TV-show läggs ner presenterar familjen Simpsons agenten Annie för honom och hon tänker få Krusty tillbaka i rutan, men det slutar med att han blir kär i Annie. Gästskådspelare: Jackie Mason Janeane Garofalo, Joan Rivers och Kevin Dillon |                                                     |                                               |                                        |                   |                   |            |
| 495 - 9 | "Holidays of Future Passed"                         | Rob Oliver                                    | J. Stewart Burns                       | 11 december 2011  | 24 april 2012     | NABF18     |
| Det är jul och 30 år fram i tiden. Homer och Marge får besök av Lisa som är gift med Milhouse och Bart som är skild och bor i skolan som numera är bostäder. De tar också med sig sina barn. |                                                     |                                               |                                        |                   |                   |            |
| 496 - 10 | "Politically Inept, with Homer Simpson"             | Mark Kirkland                                 | John Frink                             | 8 januari 2012    | 1 maj 2012        | PABF03     |
| När Homer klagar på att han blivit trakasserad på flygplatsen blir mötet en sensation på Internet. Homer får sin egen politiska talkshow, "Gut Check with Homer Simpson" och får Ted Nugent att ställa upp som presidentkandidat för USA:s presidentval. Gästskådespaelare: Dana Gould och Ted Nugent. |                                                     |                                               |                                        |                   |                   |            |
| 497 - 11 | "The D'oh-cial Network"                             | Chris Clements                                | J. Stewart Burns                       | 12 januari 2012   | 8 maj 2012        | PABF04     |
| Lisa skapar eget socialt nätverk kallad SpringFace, som alla blir beroende av. Patty och Selma tävlar mot Winklevoss-tvillingarna under de Olympiska sommarspelen. Gästskådespelare: Armie Hammer, Dave Letterman och The Tiger Lillies. |                                                     |                                               |                                        |                   |                   |            |
| 498 - 12 | "Moe Goes From Rags To Riches"                      | Bob Andersson                                 | Tim Long                               | 29 januari 2012   | 15 maj 2012       | PABF05     |
| En skräphög tar med Moe på en resa genom tiden för att visa Moe hur inflytelserika hans barn har varit genom åren. Gästskådespelare: Jeremy Irons. |                                                     |                                               |                                        |                   |                   |            |
| 499 - 13 | "The Daughter Also Rises"                           | Chuck Sheetz                                  | Rob LaZebnik                           | 12 februari 2012  | 26 september 2012 | PABF06     |
| Lisa blir kär i Nick på Alla Hjärtans dag och de båda besöker i hemlighet Mulberry Island. Bart och Milhouse hjälper "MythCrackers" med myterna om Springfield Elementary. Gästskådespelare: Adam Savage, Jamie Hyneman och Michael Cera. |                                                     |                                               |                                        |                   |                   |            |
| 500 - 14 | "At Long Last Leave"                                | Matthew Nastuk                                | Michael Price                          | 19 februari 2012  | 3 oktober 2012    | PAB07      |
| Familjen Simpson upptäcker att det hålls ett möte i staden, där de inte är bjudna, där de talar om hur trötta de är på familjen och beslutar om de ska utvisa dem. De lämnar Springfield och Julian Assange blir deras nya granne. Gästskådespelare: Alison Krauss, Jackie Mason, Julian Assange och Kelsey Grammer. |                                                     |                                               |                                        |                   |                   |            |
| 501 - 15 | "Exit Through the Kwik-E-Mart"                      | Steven Dean Moore                             | Marc Wilmore                           | 4 mars 2012       | 10 oktober 2012   | PABF09     |
| Efter att Bart Simpson straffats för att Marge missat ett viktigt telefonsamtal, springer Bart iväg och blir en populär klottrare, och hans teckningar av Homer får positiva bemötanden. Kwik-E-Mart riskerar att stänga när det möter konkurrens från en hälsomedveten mataffär. Gästskådespelare: Kenny Scharf, Robbie Conal, Ron English och Shepard Fairey. |                                                     |                                               |                                        |                   |                   |            |
| 502 - 16 | "How I Wet Your Mother"                             | Lance Kramer                                  | Billy Kimball Ian Maxtone-Graham       | 11 mars 2012      |                   | PABF08     |
| Homer Simpson börjar kissa på sig, så familjen går in i Homers undermedvetna för att lösa mysteriet varför han börjat kissa på sig. Gästskådespelare: David Byrne och Glenn Close. |                                                     |                                               |                                        |                   |                   |            |
| 503 - 17 | "Them, Robot"                                       | Michael Polcino                               | Michael Price                          | 18 mars 2012      |                   | PABF10     |
| Mr. Burns ersätter alla anställda, förutom Homer, av robotar, men det blir problem då robotarna börjar attackera invånarna i Springfield. Gästskådespelare: Brent Spiner. |                                                     |                                               |                                        |                   |                   |            |
| 504 - 18 | "Beware My Cheating Bart"                           | Mark Kirkland                                 | Ben Joseph                             | 15 april 2012     |                   | PABF11     |
| Shauna som är Jimbo Jones flickvän blir kär i Bart. Homer blir intresserad av TV-serien, "Stranded". Gästskådespelare: Kevin Michael Richardson. |                                                     |                                               |                                        |                   |                   |            |
| 505 - 19 | "A Totally Fun Thing That Bart Will Never Do Again" | Chris Clements                                | Matt Warburton                         | 29 april 2012     |                   | PABF12     |
| Bart lyckas få familjen att boka en kryssning efter att han känt sig uttråkad. Han inser snart att om 12 dagar kommer han ha en tråkig dag, och lyckas sprida ett rykte ombord att det finns ett dödligt virus på land, så familjen och alla andra passagerare tvingas stanna ombord. Gästskådespelare: Treat Williams och Steve Coogan. |                                                     |                                               |                                        |                   |                   |            |
| 506 - 20 | "The Spy Who Learned Me"                            | Bob Anderson                                  | Marc Wilmore                           | 6 maj 2012        |                   | PABF13     |
| När Homer och Marge går ut på en dejt får Homer en hjärnskakning. Han går till jobbet och blir vän med sin låtsasvän, Stradivarius Kain, som berättar hur han blir mannen som Marge förtjänar. Bart kommer på hur han ska få Nelson att sluta stjäla hans lunchpengar. Gästskådespelare: Bryan Cranston och Eric Idle. |                                                     |                                               |                                        |                   |                   |            |
| 507 - 21 | "Ned 'N Edna's Blend"                               | Chuck Sheetz                                  | Jeff Westbrook                         | 13 maj 2012       |                   | PABF15     |
| Det uppdagas att Ned har gift sig med Edna i hemlighet och de börjar få mer gratulationer än de trodde, och så försöker Edna få Rod och Todd Flanders att acceptera att det kommer att bli några nya regler. Gästskådespelare: Marcia Wallace. |                                                     |                                               |                                        |                   |                   |            |
| 508 - 22 | "Lisa Goes Gaga"                                    | Matthew Schofield                             | Tim Long                               | 20 maj 2012       |                   | PABF14     |
| Lisa försöker bli en av de populäraste flickorna i skolan, men det går inte så bra Lady Gaga får reda på vad som händer och börjar hjälpa henne att bli populär. Gästskådespelare: Lady Gaga. |                                                     |                                               |                                        |                   |                   |            |